# Victor Thibaud
Victor Thibaud, francoski lokostrelec, * 1867, †  ?.
Thibaud je sodeloval na lokostrelskem delu poletnih olimpijskih igrah leta 1900 v disciplinah Au Chapelet na 33 m (drugo mesto) in Au Cordon Doré na 33 m (drugo mesto).